# مايك ميلو
مايك ميلو (بالإنجليزية: Mike Milo)‏ هو رسام رسوم متحركة وفنان وكاتب سيناريو ومخرج أمريكي، ولد في 22 يوليو 1965 في هاكينساك في الولايات المتحدة.

## وصلات خارجية
- الموقع الرسمي
- مايك ميلو على موقع IMDb (الإنجليزية)
- مايك ميلو على موقع قاعدة بيانات الفيلم (الإنجليزية)
- مايك ميلو على موقع كينوبويسك (الروسية)